# Kunstijsbaan
Een kunstijsbaan is een schaatsbaan met kunstmatig aangemaakt ijs. Deze ijsbaan kan zowel in de buitenlucht (buitenbaan of outdoor genoemd) liggen als overdekt (binnenbaan of indoor genoemd) zijn.
Het voordeel van een kunstijsbaan boven een natuurijsbaan is dat er ook bij temperaturen boven nul geschaatst kan worden. Tevens kunnen de ijscondities zeer goed gestuurd worden. Nadeel is dat de onderhoudskosten zeer hoog zijn. Hierdoor zijn de kunstijsbanen een beperkte periode open, meestal van september tot maart.
Op een kunstbaan kan geschaatst worden met ijshockeyschaats, noren of kunstschaatsen met een minimale ijzerdikte van 1,2 mm. De baan bestaat uit elementen van de kunststof polyethyleen en heeft ongeveer 85% van de glijeigenschappen van natuurijs.
De Olympische ijsbaan van Squaw Valley was na Ullevi de tweede 400-meterkunstijsbaan voor langebaanschaatsen ter wereld en werd gebouwd voor de Olympische Winterspelen van 1960. De eerste overdekte kunstijsbaan werd in Berlijn gebouwd. Het Sportforum Hohenschönhausen werd in 1985 geopend.

## Installatie van een kunstijsbaan
Om een kunstbaan te maken is de eerste vereiste een vlakke en harde ondergrond. Daarop wordt de koelvloer uitgerold die bestaat uit een netwerk van buisjes, onder elkaar verbonden, dat een gesloten circuit vormt. Deze koelvloer is verbonden aan de hoofdcollectoren die zich aan een of aan beide korte zijden van de ijsbaan bevinden. Deze hoofdcollectoren zijn op hun beurt verbonden aan een krachtige waterpomp, een buffertank en uiteindelijk aan de koelmachine. Dit geheel vormt een gesloten circuit en is de basis voor onze toekomstige ijsbaan.
Wanneer het circuit met het mengsel van antivries en water is opgevuld, kan de koelmachine opgestart worden. De waterpomp pompt het mengsel non-stop door de koelvloer en de buffertank dient als een soort long om al de overtollige lucht uit het circuit te laten ontsnappen. De koelmachine koelt het mengsel beetje bij beetje tot ongeveer −8°C a −10°C. Vervolgens spuit men met een slang, beetje bij beetje, water op de koelvloer waardoor dit water onmiddellijk kristalliseert. Dit proces wordt enkele keren herhaald en langzaam wordt een laag ijs opgebouwd tot zo’n 6 tot 8 cm dikte. IJsbanen waar wedstrijden worden verreden die op televisie komen mengen een (witte) verflaag door een deel van het water, zodat de ijsvloer op televisie goed op beeld komt.

## Afbeeldingen

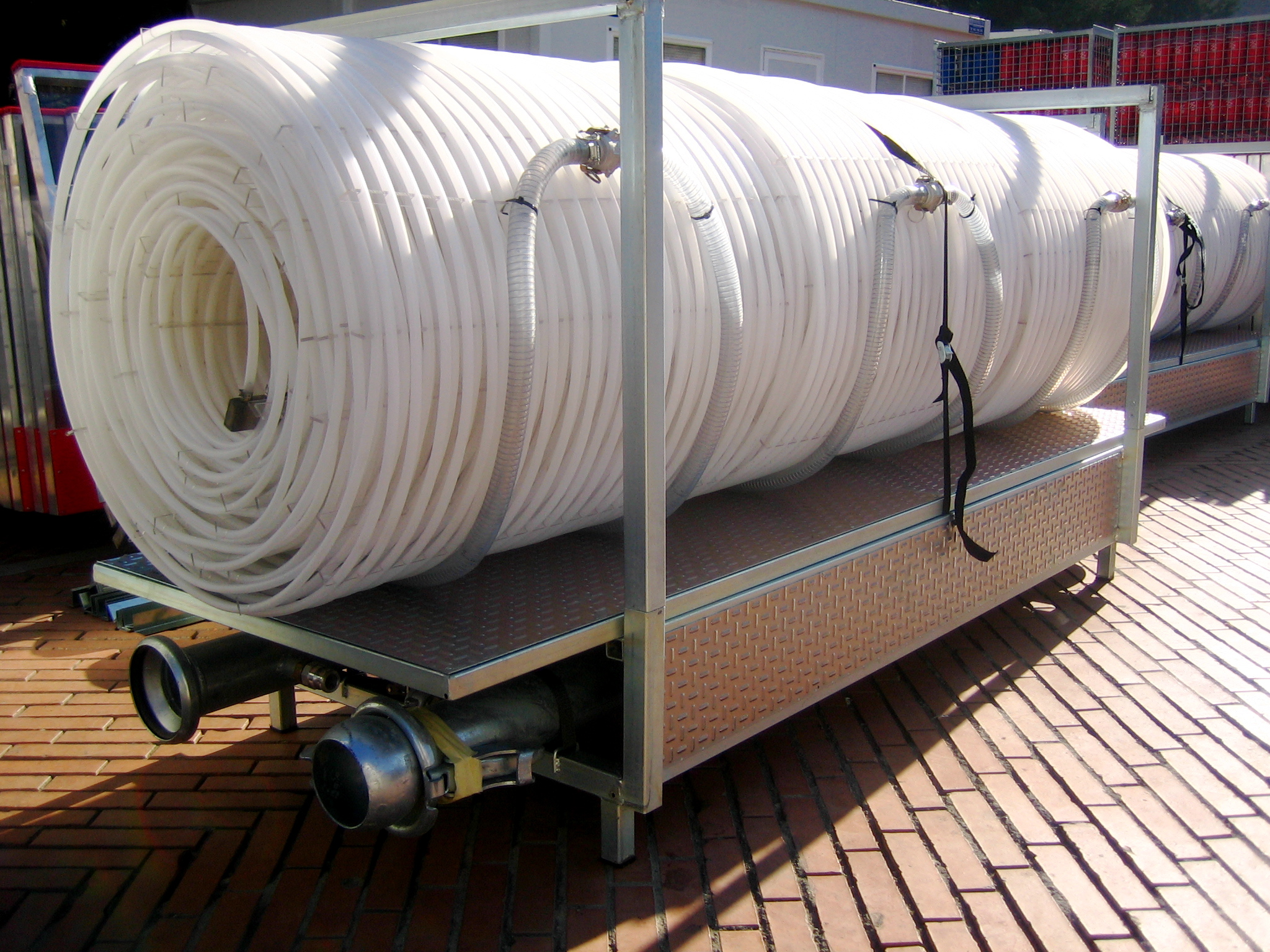
Opgerolde koelvloer met daaronder de collectoren
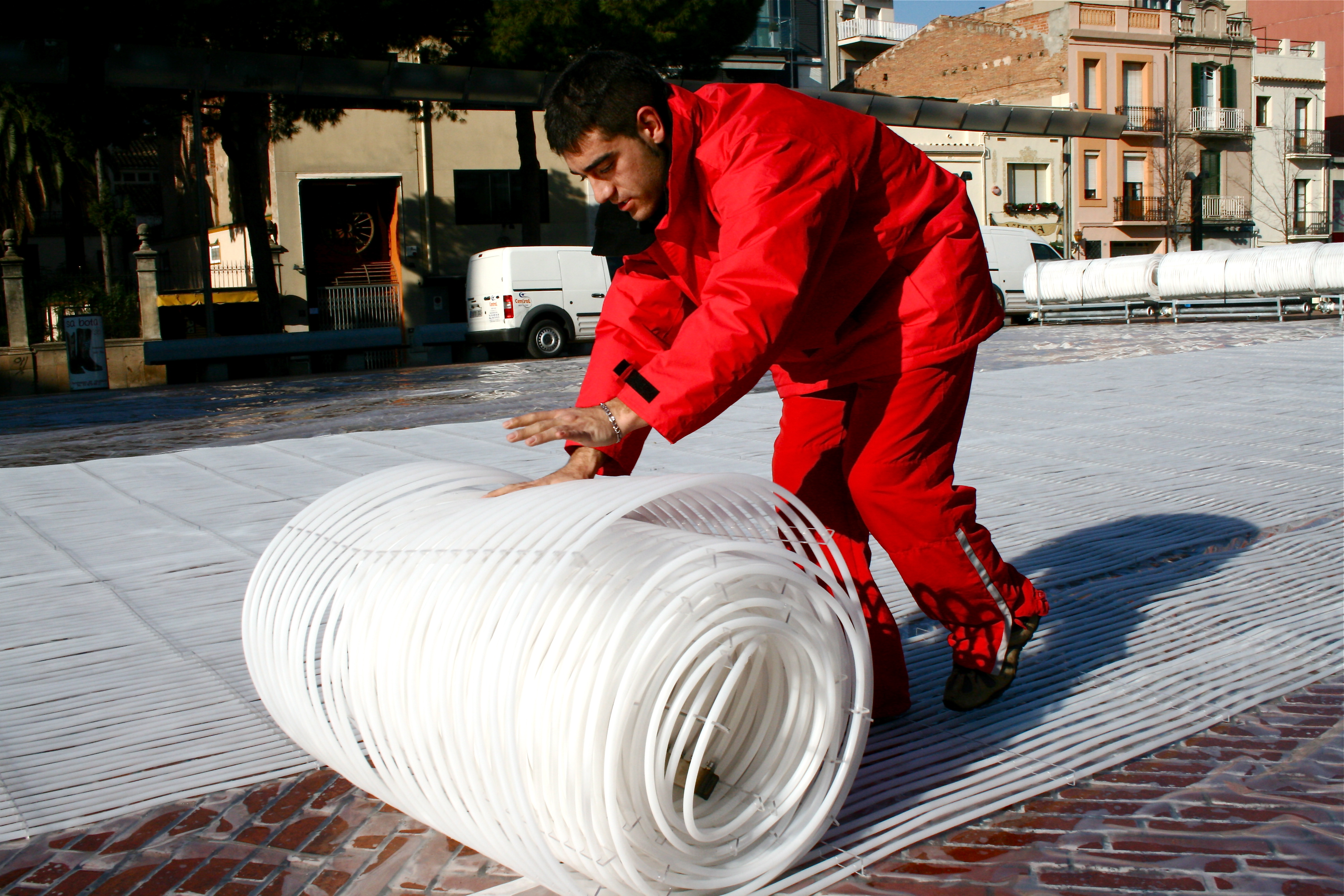
Supervisor die de koelvloer uitrolt
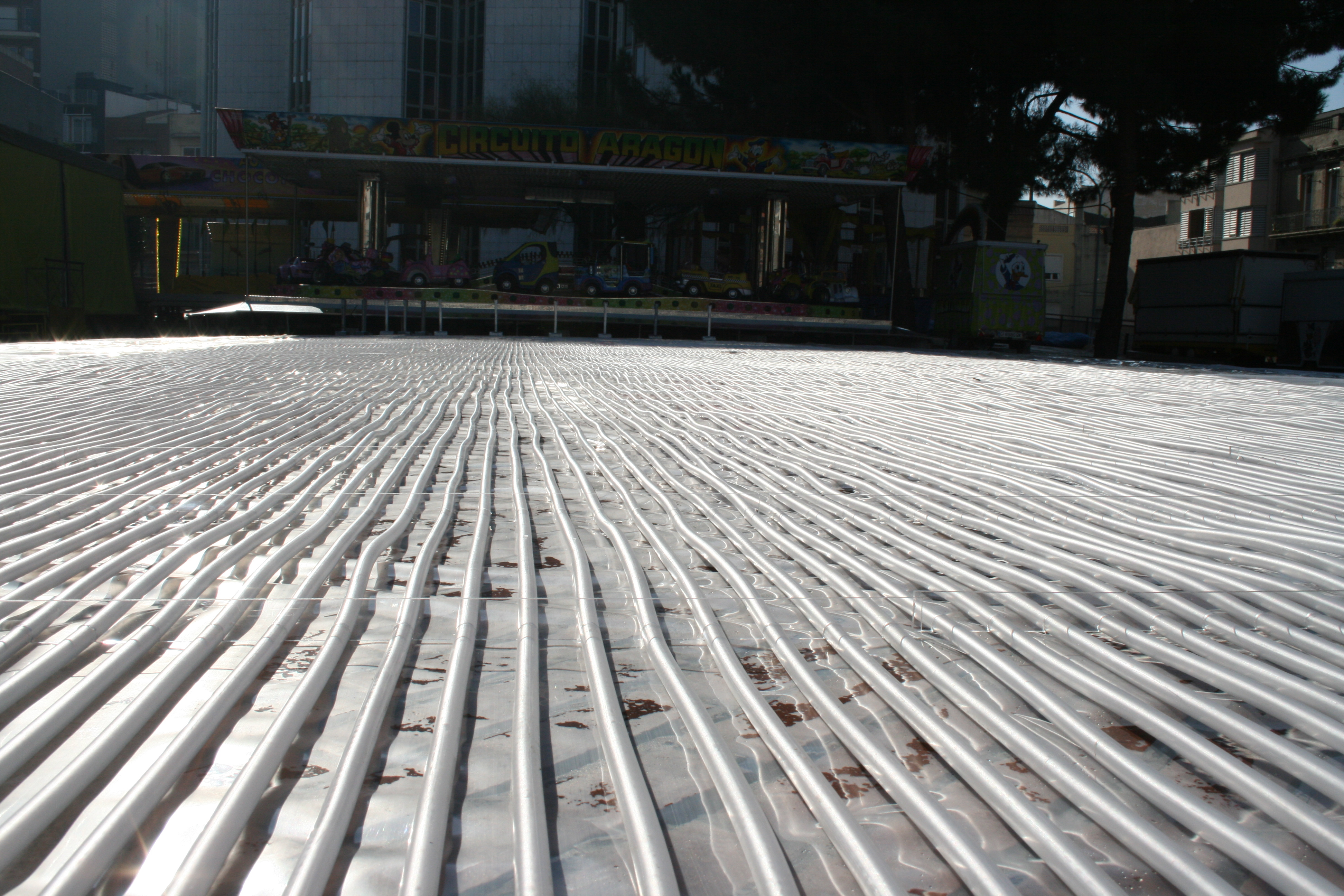
De koelvloer volledig uitgerold
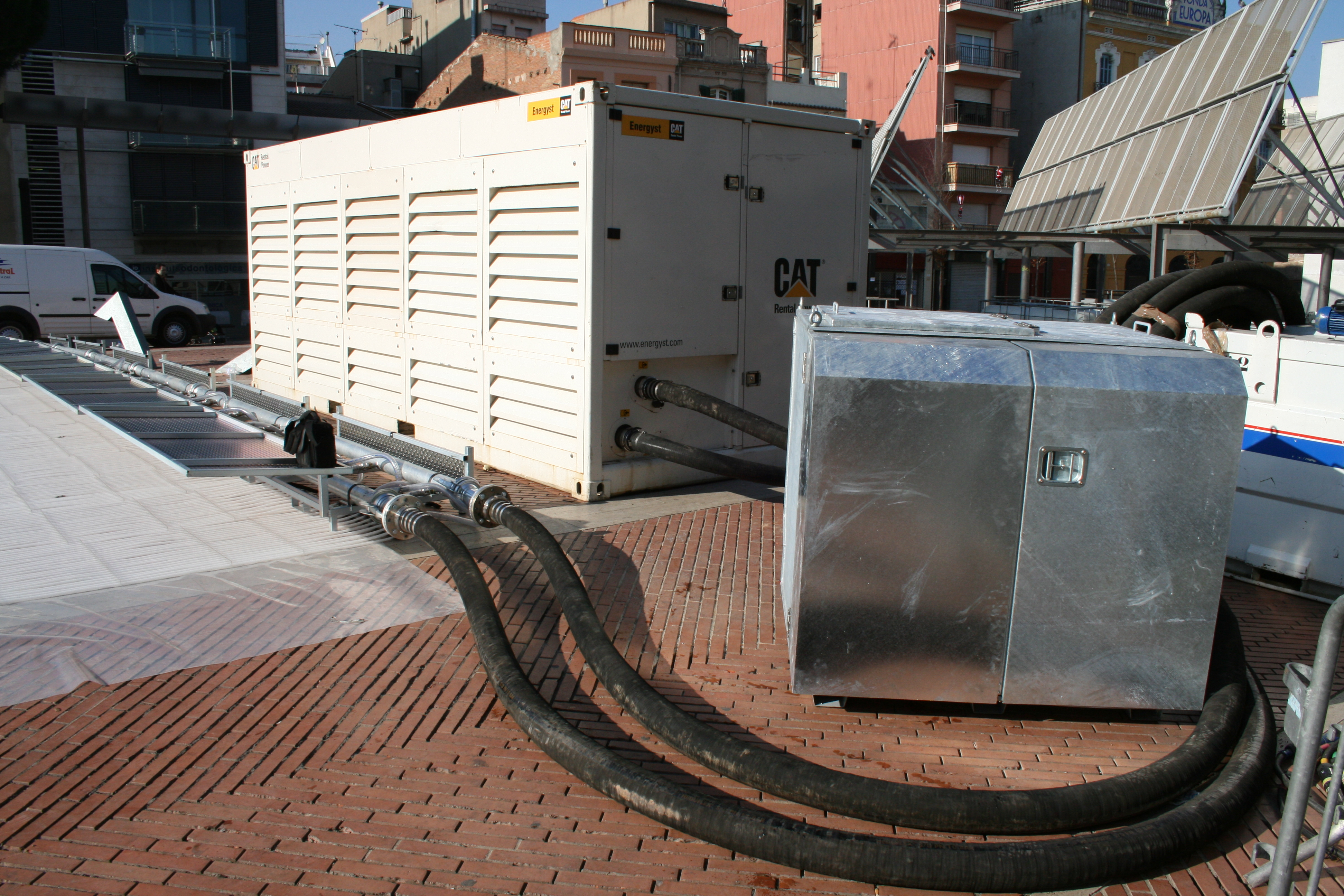
De koelmachine en de buffertank verbonden aan de ijsbaan
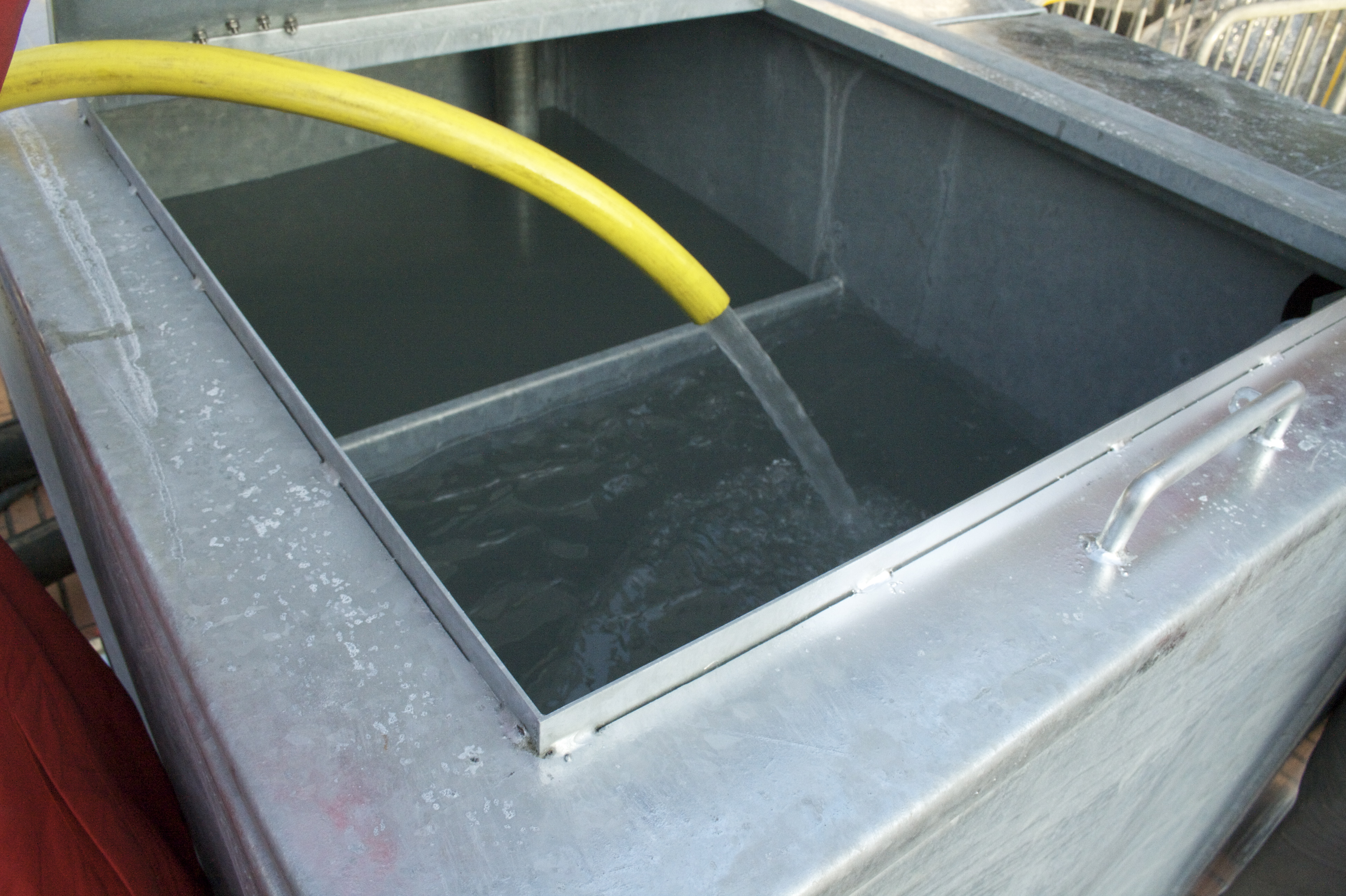
Het opvullen van de buffertank met het koelmengsel
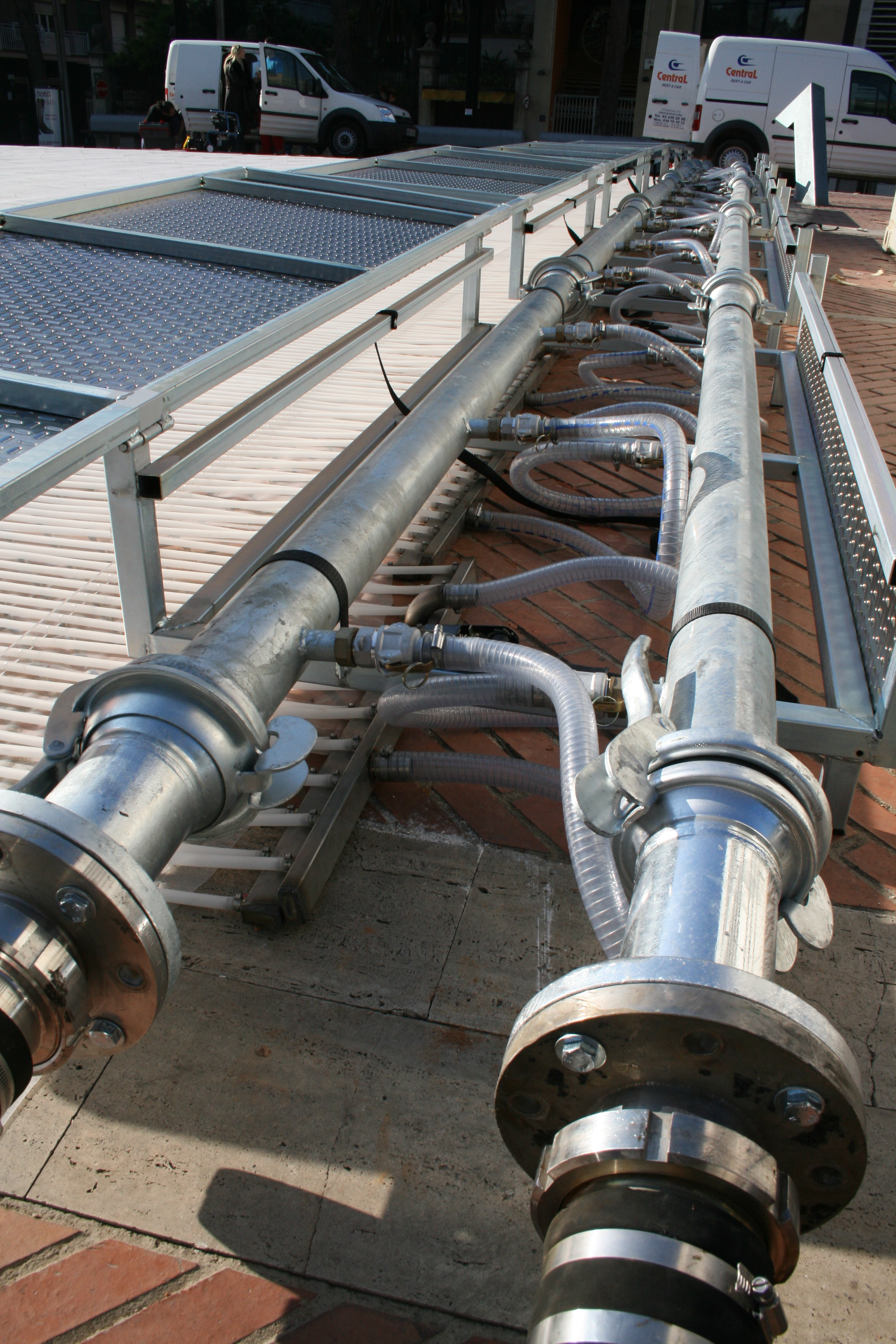
De hoofdcollectoren van een ijsbaan
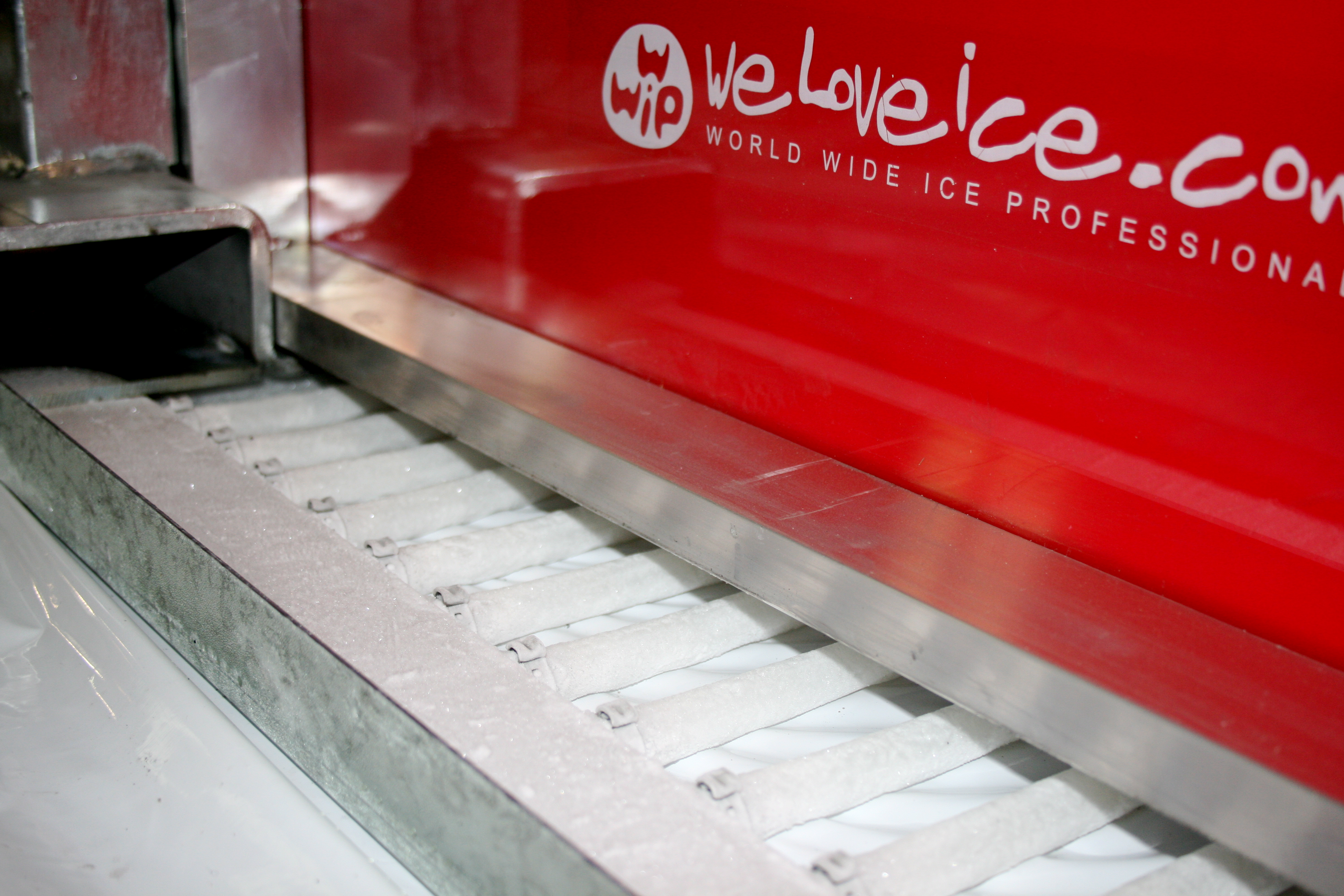
De eindcollector van een ijsbaan
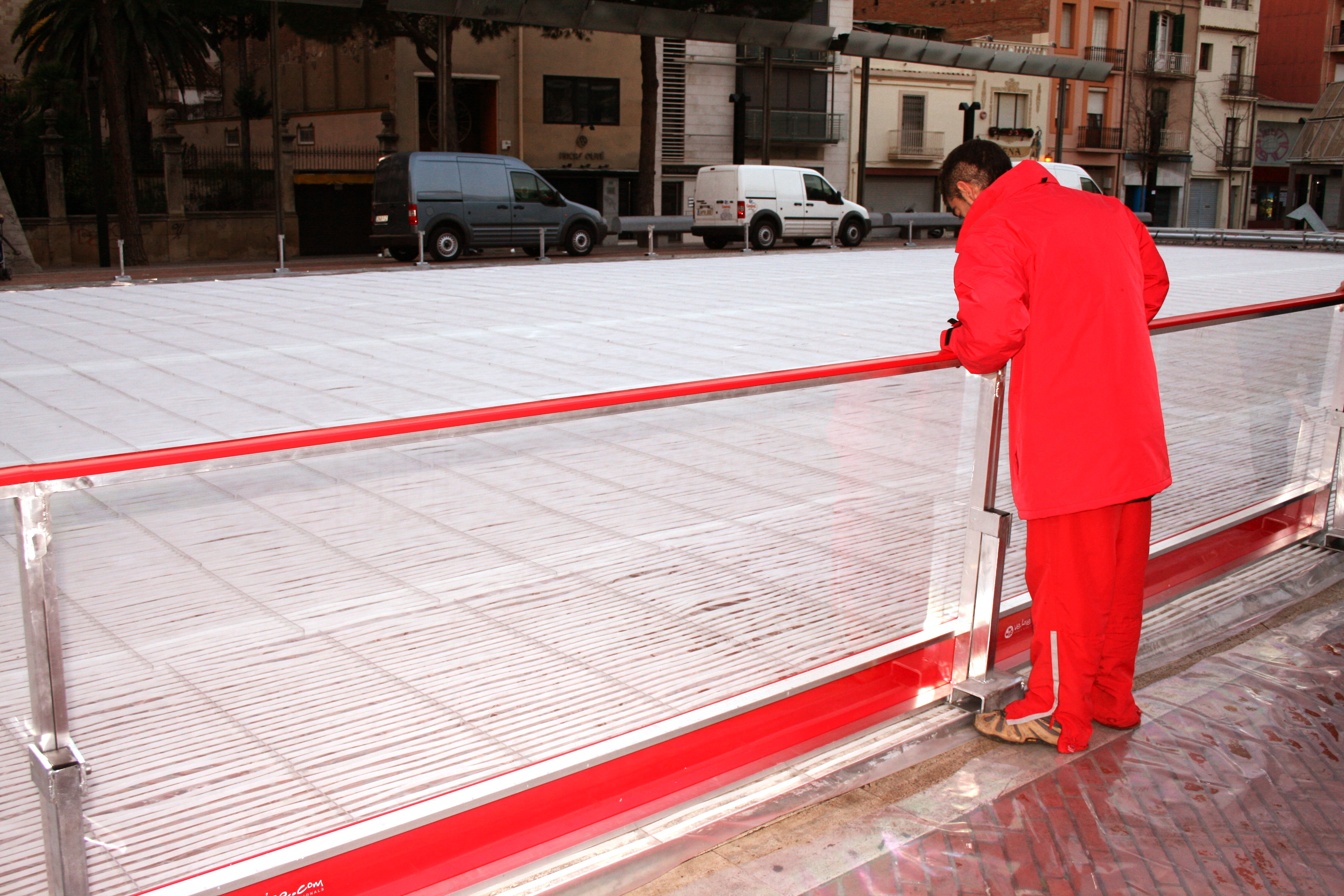
Installatie van de omheining van een mobiele ijsbaan
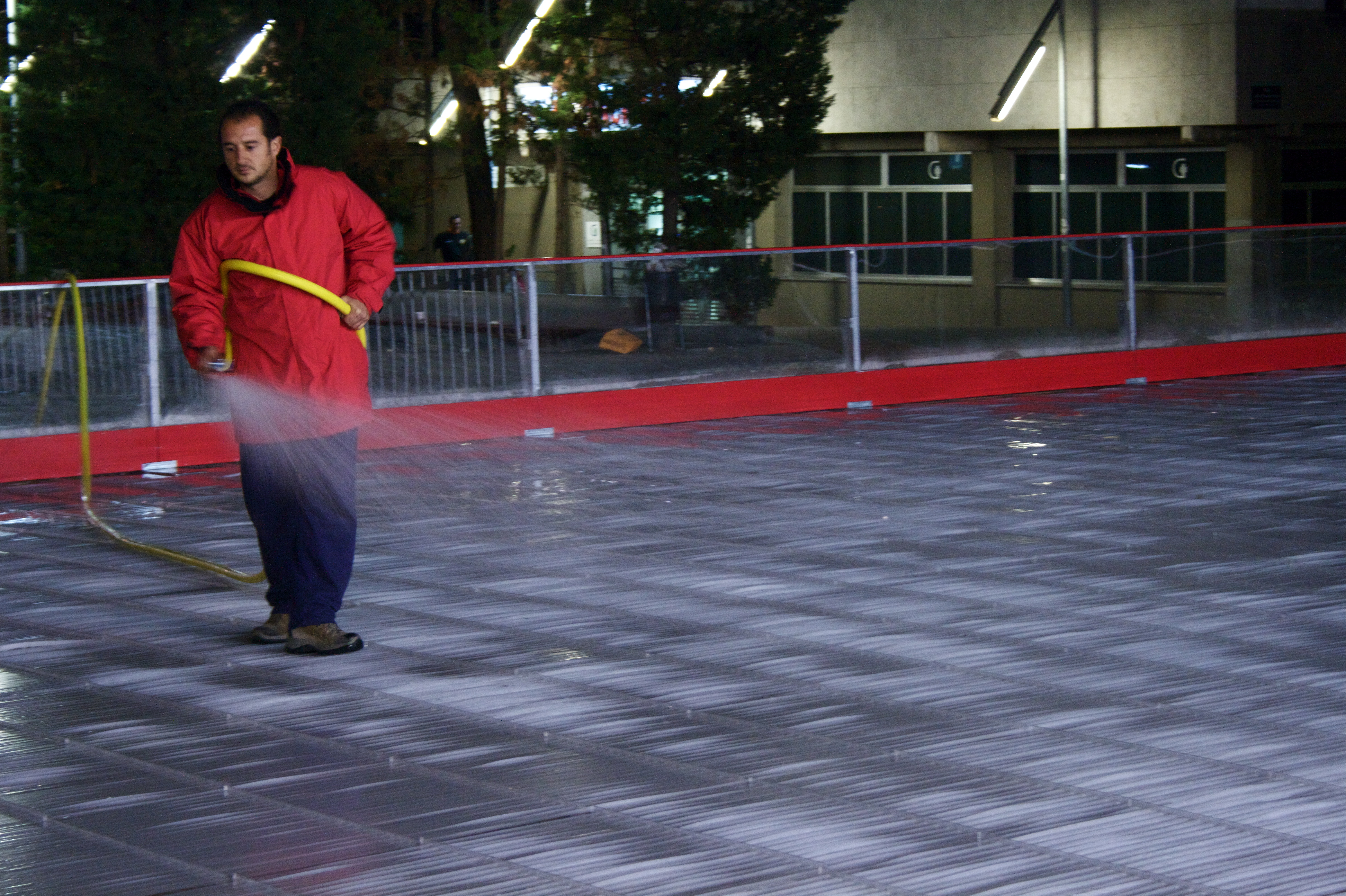
Supervisor sproeit water op de koelvloer en maakt ijs
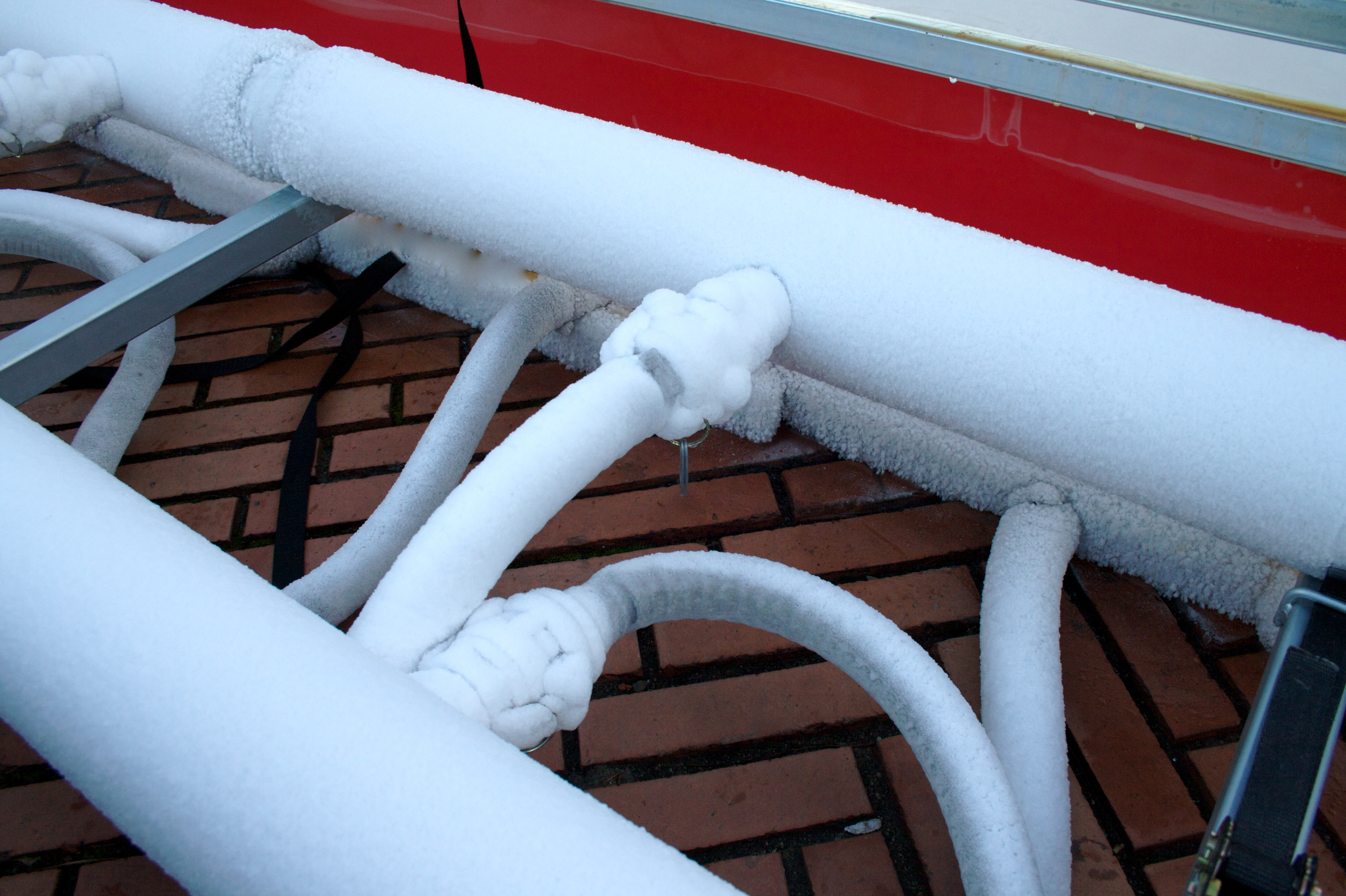
De bevroren hoofdcollectoren van een ijsbaan
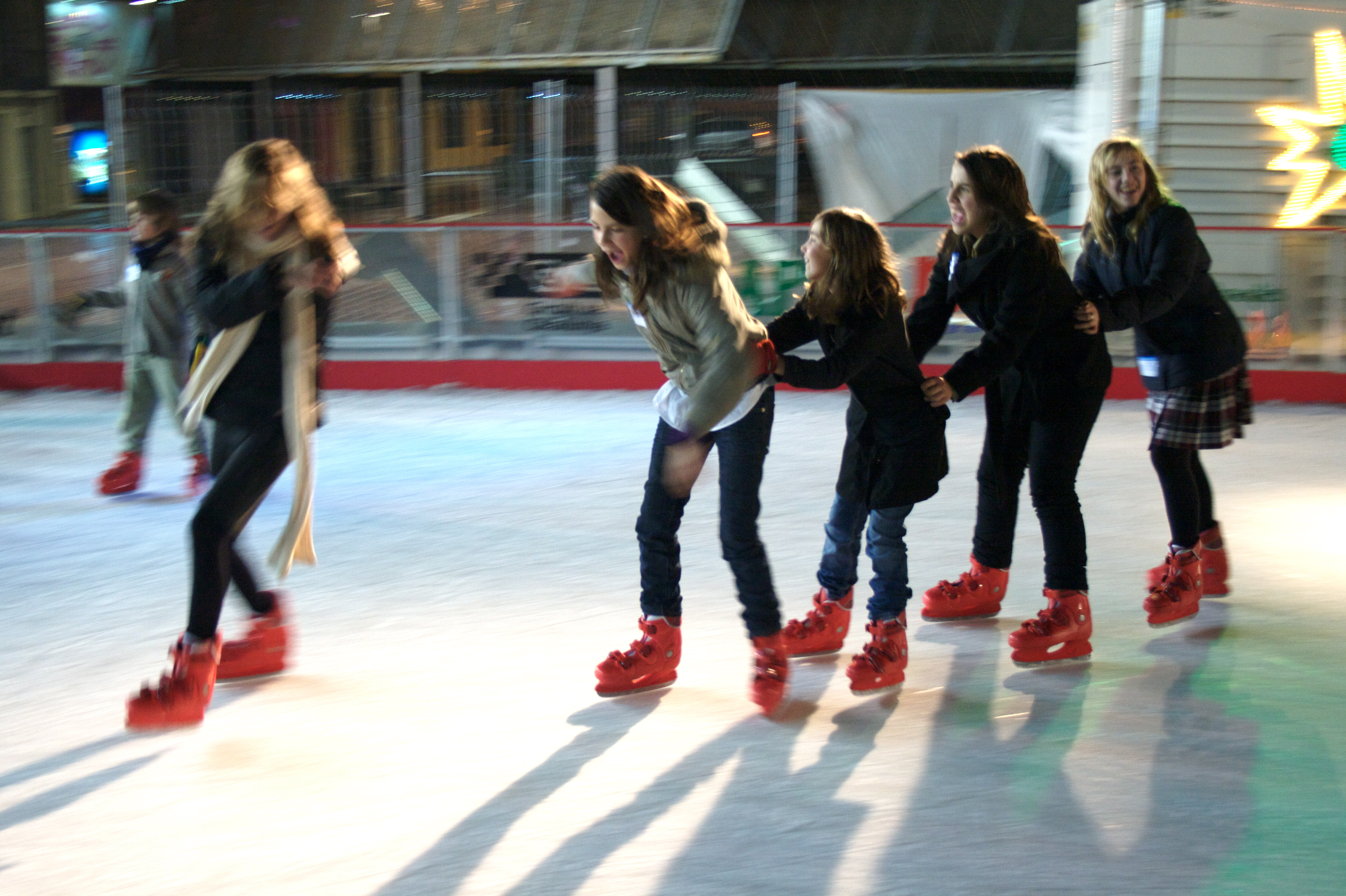
Funschaatsen in open lucht in het stadscentrum
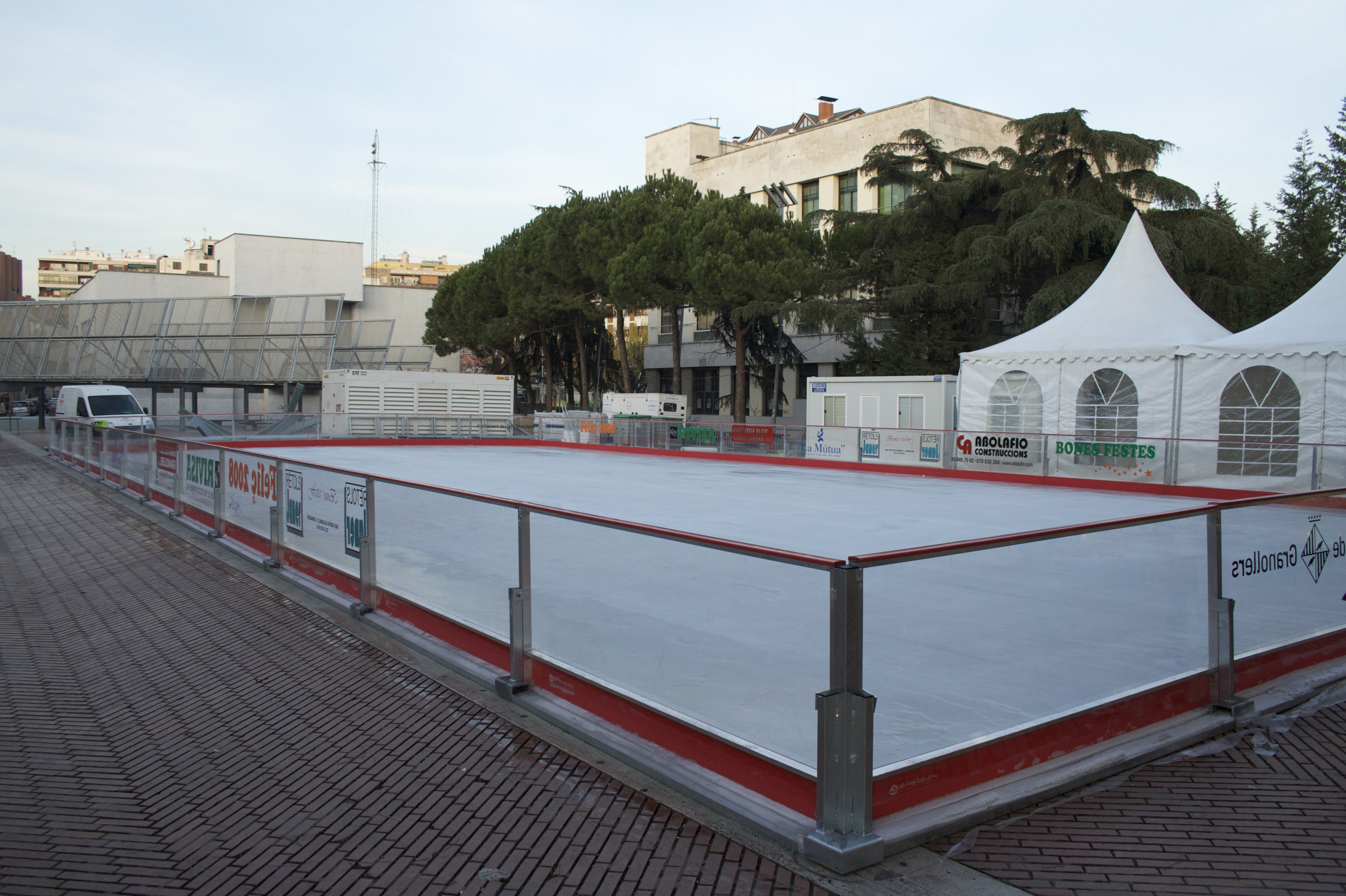
Typische openlucht ijsbaan in het centrum van de stad
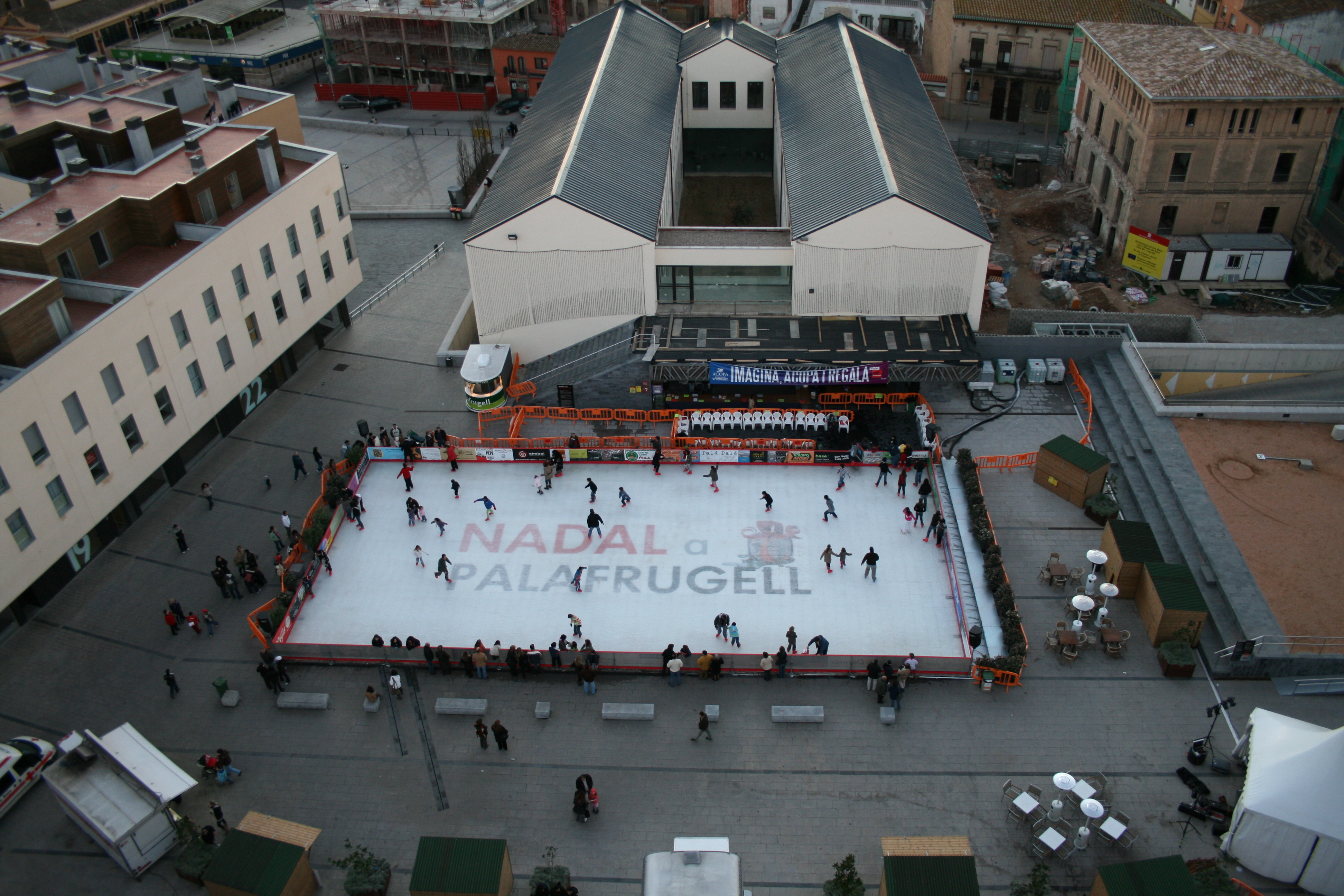
Een verplaatsbare kunstijsbaan
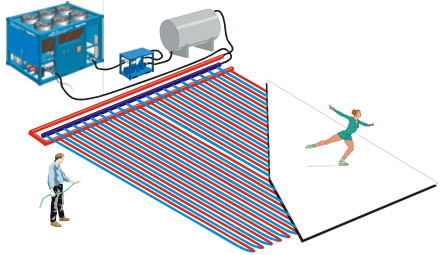
Schematische weergave van een koelsysteem

## Kunstijsbanen in Nederland
De volgende kunstijsbanen zijn aangesloten bij de Vereniging Kunstijsbanen Nederland:
| Plaats     | IJsbaan                    | Langebaan (400m) | IJshockeybaan (30x60) | Overige banen                                 | Type gebouw              | opening |
| ---------- | -------------------------- | ---------------- | --------------------- | --------------------------------------------- | ------------------------ | ------- |
| Alkmaar    | De Meent                   | •                | •                     |                                               | Semi-overdekt, overdekt  | 2000    |
| Amsterdam  | Jaap Edenbaan              | •                | •                     |                                               | Openlucht, overdekt      | 1961    |
| Breda      | Schaats- en Racketcentrum  | •                | •                     |                                               | Semi-overdekt            | 2001    |
| Den Bosch  | Sportiom                   |                  | •                     |                                               | Overdekt                 | 1998    |
| Den Haag   | De Uithof                  | •                | •                     | Funrink                                       | Overdekt                 | 1989    |
| Deventer   | De Scheg                   | •                |                       |                                               | Overdekt                 | 1992    |
| Dordrecht  | Sportboulevard             |                  | •                     | 275m-baan, 30x20 baan                         | Overdekt                 | 2010    |
| Eindhoven  | IJssportcentrum            | •                | •                     | 30x60 trainingsbaan                           | Semi-overdekt, overdekt  | 1970    |
| Enschede   | IJsbaan Twente             | •                | •                     |                                               | Overdekt                 | 2008    |
| Geleen     | Glanerbrook                | •                | •                     |                                               | Openlucht, binnenbaan    | 1988    |
| Groningen  | Kardinge                   | •                | •                     |                                               | Semi-overdekt            | 1993    |
| Haarlem    | IJsbaan Haarlem            | •                | •                     |                                               | Semi-overdekt, openlucht | 2006    |
| Heerenveen | Thialf                     | •                | •                     | 333m-baan, 30x60 curlingbaan, 30x30 oefenbaan | Overdekt                 | 1967    |
| Hoorn      | De Westfries               | •                | •                     |                                               | Semi-overdekt            | 2006    |
| Leeuwarden | Elfstedenhal               | •                | •                     |                                               | Overdekt                 | 2015    |
| Leiden     | IJshal De Vliet            |                  | •                     | 250m-baan, 20x45 funbaan                      | Overdekt                 | 2023    |
| Nijmegen   | Triavium                   |                  | •                     | 333m-baan, funbaan                            | Overdekt                 | 1996    |
| Rotterdam  | Schaatsbaan Rotterdam      | •                |                       | funbaan                                       | Mobiele Tunnelbaan       | 2013    |
| Tilburg    | Ireen Wüst ijsbaan         | •                | •                     |                                               | Overdekt                 | 2009    |
| Tilburg    | IJssportcentrum Stappegoor |                  | •                     |                                               | Overdekt                 | 1998    |
| Utrecht    | Vechtsebanen               | •                |                       |                                               | Semi-overdekt, overdekt  | 1997    |
| Zoetermeer | SilverDome                 |                  | •                     | 250m-baan , curlingbaan                       | Overdekt                 | 2011    |